# 8615 Philipgrahamgood
A 8615 Philipgrahamgood (ideiglenes jelöléssel (8615) 1979 MB2) a Naprendszer kisbolygóövében található aszteroida. Eleanor F. Helin és Schelte J. Bus fedezte fel 1979. június 25-én.